# El Pi Sol
El Pi Sol és una muntanya de 414 metres que es troba al municipi de Sant Jaume dels Domenys, a la comarca del Baix Penedès.
Al cim podem trobar-hi un vèrtex geodèsic (referència 274130001).